# 潘蒂特蘭站
潘蒂特兰站（西班牙語：Pantitlán）是墨西哥城地铁1号线、5号线、9号线的东端终点站，及A线的西端终点站兼唯一换乘站。该站位于墨西哥城伊斯塔卡尔科区及贝努斯蒂亚诺·卡兰萨区交界处丘鲁武思科大道、北1干道及塔耶雷斯·格拉菲克斯街三条道路形成的一个交汇区域内。在2019年，该站日均乘客数量达397,777人，为整个墨西哥城地铁系统中最为繁忙的车站。本站同时也是世界范围内规模名列前茅的地铁车站之一，各条线路间的换乘最多需数分钟的步行。

## 车站设施
本站外建有一综合交通枢纽，可换乘墨西哥州快速公交3号线及连接周边墨西哥城范围内伊斯塔帕拉帕区、墨西哥州内萨瓦尔科约特尔城、奇马尔瓦坎及洛斯雷耶斯等地的近百条公交路线。

## 车站命名及标识
车站名称在纳瓦特尔语中意为“旗帜之间”，得名于阿兹特克文明在此地发展之时，在原特斯科科湖上建有一排水系统，排水区域内水流湍急，易导致行船翻覆。为提醒行船经由该处时注意，当地原住民在附近竖起两根旗杆，以作警示之用。
该站的标志即为两面旗帜。

## 周边重要建筑
- 墨西哥城贝尼托·胡阿雷斯国际机场T2航站楼
- 墨西哥国立专科学校第10分校（机场分校）